# Partido Liberal de Canadá
El Partido Liberal de Canadá (en inglés, Liberal Party of Canada; en francés, Parti libéral du Canada) es el partido político más antiguo y con más años activo en Canadá. El partido adopta los principios del socioliberalismo y generalmente se ubica en la centroizquierda del espectro político. El partido ha dominado la política federal de Canadá durante gran parte de su historia, manteniendo el poder durante casi 70 años del siglo XX. Como resultado, a veces se le conoce como el partido gobernante natural de Canadá.
Su principal competidor es el Partido Conservador, posicionado en la centroderecha y el Nuevo Partido Democrático que se posiciona en la izquierda y que suele hacer alianzas con los liberales. El partido también atrae el apoyo de un amplio espectro de votantes.
Entre sus principales logros legislativos y políticas clave destacan la implantación de un sistema sanitario universal en Canadá, un plan de pensiones público, becas estudiantiles públicas, el apoyo al mantenimiento de la paz por parte de las Naciones Unidas a nivel internacional, una política internacional multilateral, bilingüismo oficial, reconocimiento oficial de Canadá como un país multicultural mediante la Ley de Multiculturalismo de Canadá, el establecimiento de la Marina Real Canadiense, romper los lazos legislativos con Reino Unido con la Ley Consitucional para patriar la Constitución y garantizar los derechos de los pueblos aborígenes, culminados al crear la Carta Canadiense de los Derechos y las Libertades, promulgar la Ley de Claridad sobre Quebec, volver al equilibrio presupuestario en los años 1990, el  control de armas, legalizar el matrimonio igualitario, la eutanasia y el cannabis a nivel federal, el impuesto sobre el carbono y ampliar el acceso al aborto.
En las elecciones federales de 2015, el partido liderado por Justin Trudeau obtuvo su mejor resultado desde las elecciones federales de 2000, ganando 184 escaños, obteniendo la mayoría absoluta en la Cámara de los Comunes. En las elecciones federales de 2019 y 2021, el partido volvió a tener la mayor cantidad de escaños en el parlamento, pero sin mayoría absoluta, lo que lo llevó a hacer alianzas con el partido de izquierda Nuevo Partido Democrático.

## Historia

### Orígenes
Los liberales son descendientes de los reformistas de mediados del siglo XIX que lucharon por el gobierno responsable a lo largo de la Norteamérica Británica, incluyendo a George Brown, Robert Baldwin, William Lyon Mackenzie y a los Clear Grits (valientes claros) en Canadá Superior, Joseph Howe en Nueva Escocia y a los Patriotes y Rouges (rojos) de Bajo Canadá, liderados por figuras como Louis-Joseph Papineau. Los Clear Grits y el Partido Rojo funcionaron en ocasiones como un bloque único en la asamblea legislativa de la Provincia de Canadá a partir de 1854, y el Partido Liberal uniendo a angloparlantes y francocanadienses se formó en 1861.

### La Confederación
Cuando se confederaron las antiguas colonias británicas de Canadá (actuales Ontario, Quebec, Nuevo Brunswick y Nueva Escocia), los liberales radicales fueron marginados por el pragmatismo del Partido Conservador, creado en torno a la figura de Sir John A. Macdonald. En los 29 años posteriores a la Confederación canadiense, los liberales fueron relegados a la Oposición, salvo durante un efímero período de gobierno. Alexander MacKenzie fue capaz de llevar al partido al poder en 1873 después de que Macdonald perdiese una moción de censura en la Cámara de los Comunes por el Escándalo Pacific. Mackenzie ganó las elecciones federales de 1874 y fue primer ministro durante cuatro años más. Durante esta etapa el gobierno liberal introdujo muchas reformas, incluyendo el sufragio secreto frente a la votación abierta, la reducción de la jornada electoral a un solo día y la creación de la Corte Suprema de Canadá. Sin embargo, el partido solo se logró afianzar en Ontario, y el gobierno fue derrotado por Macdonald en las elecciones de 1878. Los liberales pasarían los 18 años siguientes en la oposición.

## Ideología y principios
Los principios ideológicos del partido se basan en el socioliberalismo, basado en las teorías de diversos autores socioliberales, e incluyen la libertad individual para las generaciones presentes y futuras, la responsabilidad, la dignidad humana, el concepto de sociedad justa, libertad política, unidad nacional en el marco de un Canadá federal, igualdad de oportunidades, diversidad cultural, bilingüismo y multilateralismo. En años anteriores el Partido Liberal se nutrió de políticas típicas del liberalismo económico: por ejemplo, en su período de gobierno entre 1993 y 2006, abogó por el equilibrio presupuestario y eliminó el déficit federal en 1995 reduciendo el gasto social o cediéndolo a los gobiernos provinciales, y prometió eliminar el GST (IVA canadiense) en el Red Book (Libro Rojo), el exitoso programa electoral de 1993. Al mismo tiempo, impulsó medidas sociales tales como la legalización del matrimonio igualitario y el uso del cannabis terapéutico, además de una propuesta para legalizar su posesión en pequeñas cantidades. Por tanto, podría decirse que el partido se inscribe en el socioliberalismo como ideología.
Sin embargo, los liberales no siempre fueron así en lo económico: entre 1963 y 1993, durante los gobiernos de Lester Pearson, Pierre Trudeau y John Turner, su política económica era claramente keynesiana, defendiendo el gasto público como manera de garantizar la justicia social, lo que hacía de ellos un partido más progresista y hasta cierto punto socialdemócrata.

## Liderazgo del partido

### Líderes
| Imagen | Nombre                      | Inicio                  | Final                   |
| ------ | --------------------------- | ----------------------- | ----------------------- |
|        | George Brown                | 1867                    | 1867                    |
|        | Edward Blake                | 1869                    | 1870                    |
|        | Alexander Mackenzie         | 6 de marzo de 1873      | 27 de abril de 1880     |
|        | Edward Blake                | 4 de mayo de 1880       | 2 de junio de 1887      |
|        | Wilfrid Laurier             | 23 de junio de 1887     | 17 de febrero de 1919   |
|        | Daniel Duncan McKenzie      | 17 de febrero de 1919   | 7 de agosto de 1919     |
|        | William Lyon Mackenzie King | 7 de agosto de 1919     | 7 de agosto de 1948     |
|        | Louis St. Laurent           | 7 de agosto de 1948     | 16 de enero de 1958     |
|        | Lester B. Pearson           | 16 de enero de 1958     | 6 de abril de 1968      |
|        | Pierre Trudeau              | 6 de abril de 1968      | 16 de junio de 1984     |
|        | John Turner                 | 16 de junio de 1984     | 23 de junio de 1990     |
|        | Jean Chrétien               | 23 de junio de 1990     | 14 de noviembre de 2003 |
|        | Paul Martin                 | 14 de noviembre de 2003 | 19 de marzo de 2006     |
|        | Bill Graham                 | 19 de marzo de 2006     | 2 de diciembre de 2006  |
|        | Stéphane Dion               | 2 de diciembre de 2006  | 10 de diciembre de 2008 |
|        | Michael Ignatieff           | 10 de diciembre de 2008 | 25 de mayo de 2011      |
|        | Bob Rae                     | 25 de mayo de 2011      | 14 de abril de 2013     |
|        | Justin Trudeau              | 14 de abril de 2013     | 9 de marzo de 2025      |
|        | Mark Carney                 | 9 de marzo de 2025      | Presente                |

## Partidos provinciales
Cada provincia y territorio de Canadá tiene su propio Partido Liberal; sin embargo, solo los de Nuevo Brunswick, Terranova y Labrador, Nueva Escocia y la Isla del Príncipe Eduardo están afiliados política y organizativamente al Partido Liberal federal. Si bien otros partidos liberales provinciales pueden alinearse ideológicamente con el partido federal, operan como entidades completamente separadas. Esos partidos provinciales tienen políticas, finanzas, membresías, asociaciones electorales, ejecutivos, convenciones y oficinas separadas.
|  | 17,21 % |

|  | 22,69 % |

|  | 48,24 % |

|  | 48,24 % |

## Resultados electorales
|  | 22,67 % |

|  | 34,72 % |

|  | 39,49 % |

|  | 33,05 % |

|  | 31,10 % |

|  | 43,13 % |

|  | 45,2 % |

|  | 41,4 % |

|  | 50,3 % |

|  | 50,9 % |

|  | 48,9 % |

|  | 45,82 % |

|  | 38,80 % |

|  | 41,15 % |

|  | 39,74 % |

|  | 42,90 % |

|  | 45,50 % |

|  | 44,68 % |

|  | 51,32 % |

|  | 39,78 % |

|  | 49,15 % |

|  | 48,3 % |

|  | 40,5 % |

|  | 33,5 % |

|  | 36,9 % |

|  | 41,48 % |

|  | 40,18 % |

|  | 45,37 % |

|  | 38,42 % |

|  | 43,15 % |

|  | 43,11 % |

|  | 44,34 % |

|  | 28,02 % |

|  | 31,92 % |

|  | 41,24 % |

|  | 38,46 % |

|  | 40,85 % |

|  | 36,73 % |

|  | 30,23 % |

|  | 26,26 % |

|  | 18,90 % |

|  | 39,47 % |

|  | 33,12 % |

|  | 32,62 % |

|  | 43,8 % |